# Genki Global Dining Concepts
株式会社Genki Global Dining Concepts（ゲンキグローバルダイニングコンセプツ、英: Genki Global Dining Concepts Corporation、略称：ゲンキGDC）は、回転寿司（江戸前寿司）レストランを経営する日本飲食系企業である。東京証券取引所スタンダード市場上場。神明グループに属する。旧社名は元気寿司株式会社。東日本を中心に回転寿司チェーンを展開しており、店舗ブランドは主要業態で低価格（当初は100円均一）の「魚べい」、および準低価格の「元気寿司」、中級価格の「千両」がある。回転寿司業界第5位。

## 概要
1968年に白石義明によって創業した元禄産業の回転寿司「元禄寿司」のフランチャイジー（FC）として、斎藤文男により栃木県宇都宮市で創業。その後、同業の株式会社元禄（現・焼肉坂井ホールディングス）と商標利用契約を締結し、元禄寿司株式会社へ商号変更した。
モータリゼーションが進んでいた栃木県の特性を活かし、業界でいち早く郊外型ロードサイド店舗を出店して業容を拡大。1990年には元気寿司株式会社へ商号変更した。また同業他社に先駆けて1993年より「元気寿司」の店名で日本国外への展開も開始し、米国ハワイ州に直営店を出店、香港・中国・シンガポール・タイ・インドネシアではフランチャイズ方式を採用した。
2015年6月17日に神明（現・神明ホールディングス）の子会社となった。2024年8月に商号を株式会社Genki Global Dining Conceptsに変更した上、東京本社を開設、同年12月に、本社を東京都台東区へ移転した。
2024年9月現在、日本国内に185店舗、海外に242店舗の寿司レストランを出店する。日本国内では東日本を中心に店舗を展開しており、発祥の地である栃木県内での知名度は高いものの、西日本、特に関西エリアでの知名度は低い。
価格別に皿の色を変える方式は同社が発祥であり、その方式は同業の回転寿司店で広く採用された。
株主総会の後に「懇親試食会」と称し、出席した株主に自社の寿司を振る舞う会を開催する。また、社内教育制度として「寿司大学」を創設し、回転寿司のエキスパート養成に力を入れている。

当初はレーンで商品を流す回転寿司だったが、客が食べたい寿司をできたてで提供するため、2013年より注文を受けて寿司を提供する「回転しない寿司」の形態に切り替えた。
また、郊外型ロードサイド店舗中心の立地からファミリーレストランを意識し、客層は親子連れや祖父母を含めた3世代をターゲットとしている。ファミリー層の集客のためサイドメニューも増やし、季節のパフェなどデザートも提供している。
店舗の省力化のためタッチパネル注文とセルフレジ会計をいち早く導入し、ポイントカードを兼ねたオリジナル電子マネー「SushiCa (スシカ) 」を導入してキャッシュレス決済を進めたほか、元気寿司モバイルアプリケーションから「モバイルSushiCa」を発行すればバーコード決済も可能であった。SushiCaは2023年5月31日をもって新規発行とチャージを終了し、2025年5月31日に完全廃止となる。

## 店舗ブランドと「回転しない寿司」
2024年に社名から「寿司」を外し、経営の多角化を進めている。低価格ブランドの「魚べい」（うおべい）の店名は「魚米」に由来する。新規開業する「魚べい」ブランド店舗は、回転型コンベアを設けずに「特急」レーンを2段以上設置したのみのタイプの店舗となっており、元気寿司ではこれを「回転しない寿司」と称している。また既存店舗でも一時休業を伴う大規模リニューアル工事を順次行い、同様のタイプへ改装している。
100円均一店ブランドとして「すしおんど」があったが、メニューは「魚べい」と完全に同一であった。「すしおんど」は、ピーク時の2007年には135店舗まで増えたが、無理な経営拡大が影響し赤字に転落、翌2008年年から急激に店舗を削減した。「回転しない寿司」展開の契機となったのは2011年に発生した東北地方太平洋沖地震（東日本大震災）で、震災直後に節電のため回転レーンをストップして高速レーンを設けたところ売上が回転レーンと変わらないことが判明し、震災時に37店舗まで減少した「すしおんど」ブランドを廃止して「魚べい」へ転換したところ、店舗が120店以上に増加した。「魚べい」へのリブランドが進められた結果、「すしおんど」は2015年時点では栃木県那須塩原市の1店舗のみ残存していたが、「魚べい」への改装のため2016年1月末をもって一時閉店し、「すしおんど」ブランドでの営業は全て終了した。
「回転しない寿司」の店舗では、客は自動受付機でテーブル席とカウンター席を選択し、受付機から発券された伝票番号の席に付く。客席上のタッチパネル端末から注文を送信し、出来上がった料理は高速の「特急」レーンから、「速さ」を表現した新幹線型またはF1レーシングカー型のトレイに乗せて運ばれる。注文数（皿の数）はコンピュータで集計するため店員が皿を数える手間はなく、タッチパネルの会計ボタンを押すことでセルフレジへ金額データが送られる。セルフレジのバーコードリーダーに伝票のバーコードを読み取らせ、現金またはキャッシュレス決済で会計を終了する。「魚べい」では早くから客席のタッチパネル端末は設置していたが、さらに自動受付機とセルフレジを導入したことで、客が店員とほぼ接触することなく食事を済ませることが可能となった。必要な場合はタッチパネルの呼出ボタンで店員を呼ぶこともできる。
回転レーンから高速の「特急」レーンに変更したことで、オーダーが入った際のみレーンが稼働するため他のチェーンと比較して電気代が節約できる。また廃棄率も数%以下に削減でき、店内の衛生面も向上するなどのメリットがある。これにより浮いたコストの一部を「魚べい」では寿司ネタへ還元して業界トップのネタのサイズを実現した。また営業時間帯にどのネタがどれだけ売れたかをコンピュータにより全て数値化しており、混雑時に特によく出るネタはあらかじめ増やした人員でカットしておきスピーディな提供を図っている。
「魚べい」ブランドは全店が回転レーンのない「回転しない寿司」となっている。また「元気寿司」ブランドの店舗も回転レーンのない「魚べい」へ順次転換が進んでおり、2024年3月末時点で「元気寿司」ブランドとしての店舗は9店舗となっている。
2024年9月、訪日外国人旅行者をターゲットにした「京都千両」を京都駅八条口に開店した。インバウンド向けの新業態の旗艦店との位置づけで、3500円から2万円のコース料理のみを提供する。

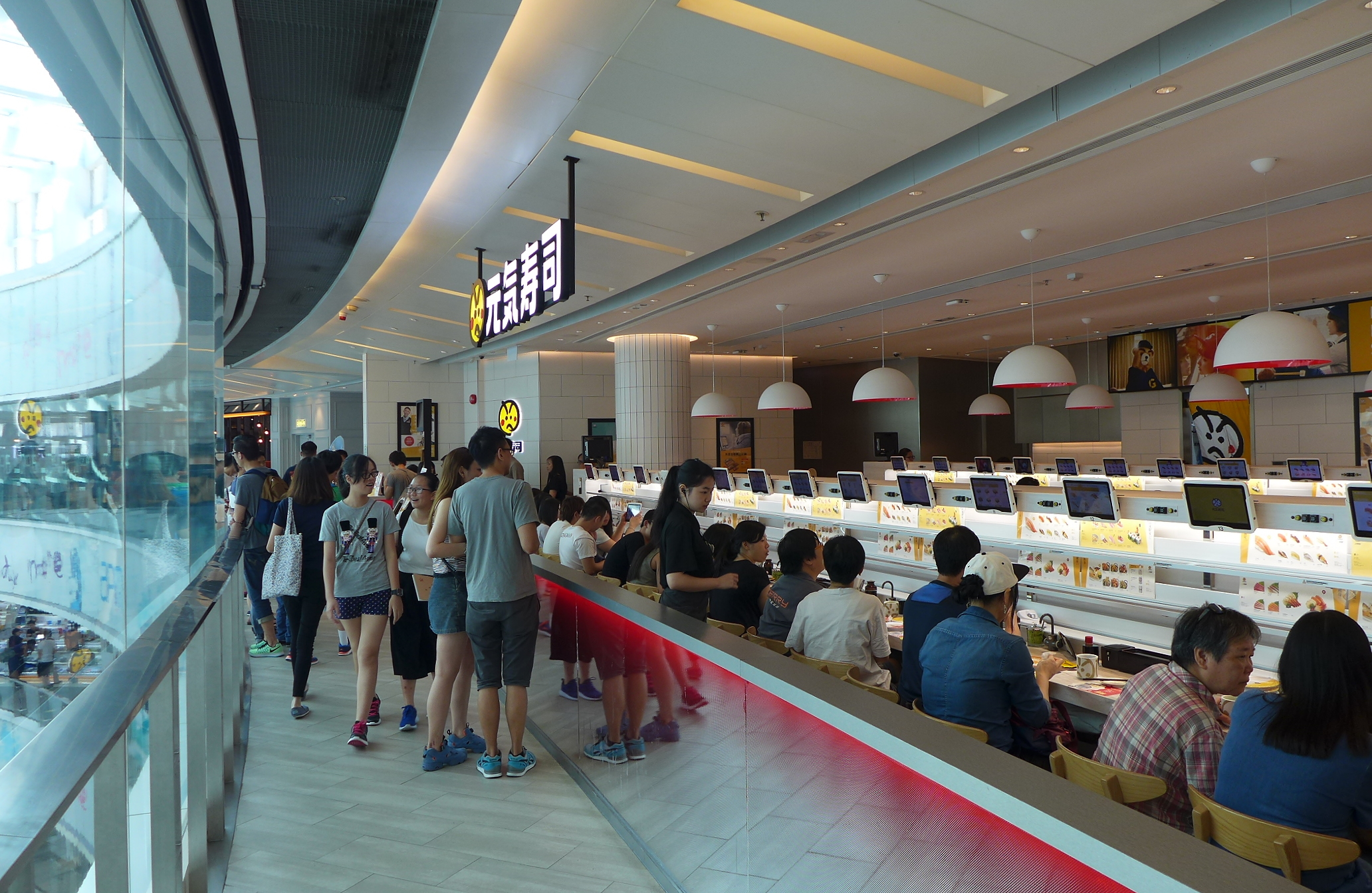
元気寿司 日本国外の店舗
香港apm（英語版）
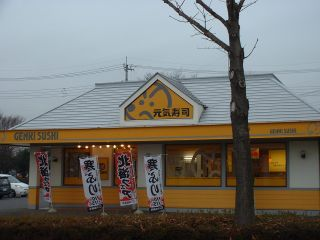
元気寿司自治医大店
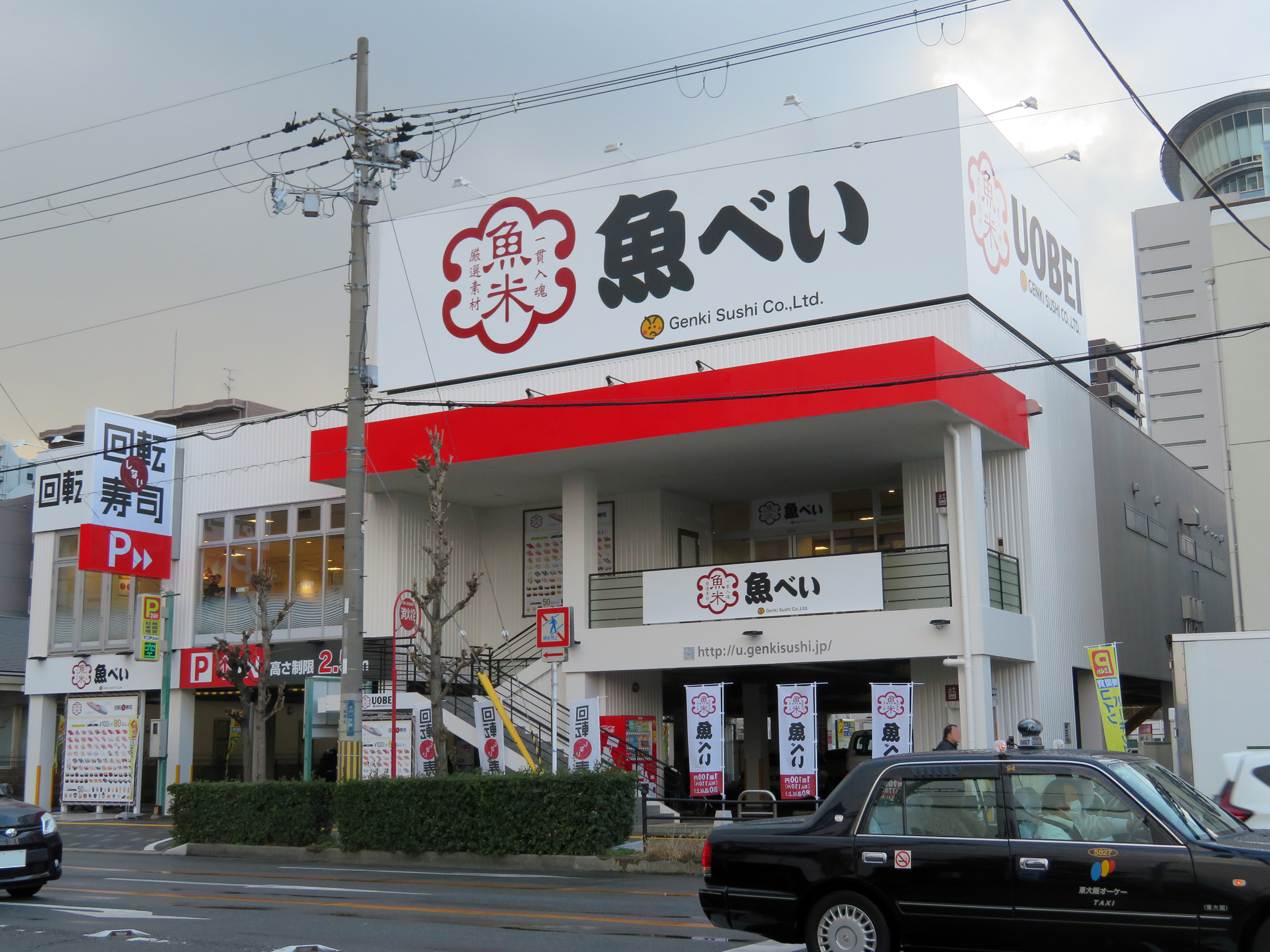
魚べい八尾光町店

### 現行の店舗ブランド
- 元気寿司
  - 国内：9
  - 海外：216
- 魚べい
  - 国内：174
  - 海外：1
- 千両
  - 国内：2 - 小山店（栃木県小山市）・水戸堀町店（茨城県水戸市）
  - 海外：24

（2024年3月末時点）

### 過去の店舗ブランド
- 東京元気寿司 - 東京駅八重洲口の八重洲地下街に出店していた都市型の回転寿司店。場所柄もあり日本酒を多く揃えていた[17]。
- すしおんど - 「魚べい」へ屋号変更。
- 廻鮮日本海 - 「千両」へ屋号変更[18]
- 釜や本舗 - 讃岐うどんチェーン店。全店撤退。

## 沿革
- 1968年（昭和43年）12月 - 有限会社廻る元禄を創業、宇都宮市江野町（東武宇都宮駅前）に元禄産業の「廻る元禄」（現：元祖廻る元禄）のフランチャイズ店として出店（現在の東武店）。関東地方初の回転寿司店でもある。
- 1975年（昭和50年） - 2号店として郊外型ロードサイド店舗の大曽店を開店（宇都宮市、後の元気寿司大曽研修センター、現：宇都宮本社）。
  - 以後、江曽島店（宇都宮市）など郊外型店舗の出店を進めていく。
- 1979年（昭和54年）7月 - 元禄商事株式会社を宇都宮市大曽町に設立。資本金1,000万円[20]。
- 1980年（昭和55年）6月 - 元禄商事株式会社、有限会社廻る元禄の所有店舗8店を貸借して営業開始[20]。
- 1984年（昭和59年）
  - 1月 - 「元禄寿司」のエリアフランチャイジーであった株式会社元禄（当時の本社は仙台市、現：焼肉坂井ホールディングス）と「元禄寿司商標使用に関する契約」を締結[20]。
  - 11月 - 元禄商事株式会社、元禄株式会社へ商号変更[20]。
- 1989年（平成元年）
  - 3月14日 - 有限会社廻る元禄、株式会社に組織変更[20]。
  - 10月 - 元禄商事株式会社、株式会社廻る元禄を吸収合併[20]。株式会社廻る元禄は消滅[20]。
- 1990年（平成2年）
  - 2月 - 宇都宮市大通りへ本社を移転[20]。株式会社元禄との「元禄寿司商標使用に関する契約」を解約[20]。
  - 3月 - 元気寿司株式会社へ商号変更、新商標「元気寿司」を使用して営業開始[20]。
- 1991年（平成3年）8月 - 株式を店頭公開[20]。
- 1995年（平成7年）12月	- 鹿沼物流センターを栃木県鹿沼市に開設[20]。
- 1997年（平成9年）11月 - 東京証券取引所第二部上場[20]。
- 1998年（平成10年）5月 - 株式会社グルメ杵屋と資本・業務提携を締結。
- 2000年（平成12年）5月 - 株式会社グルメ杵屋との共同出資により、子会社として杵屋元気寿司東海株式会社を設立[20]。
- 2002年（平成14年）9月 - 東京証券取引所第一部上場[20]。
- 2008年（平成20年）3月 - 杵屋元気寿司東海株式会社が解散、同社の店舗を譲受する[20]。
- 2009年（平成21年）4月 - 営業譲受により新潟県内の3店舗を取得[20]。
- 2012年（平成24年）5月 - 株式会社神明と資本・業務提携に合意[20]。
- 2013年（平成25年）11月 - かっぱ寿司を運営するカッパ・クリエイトホールディングスと業務提携[20]。早ければ2014年度中に経営統合する予定と発表。
- 2014年（平成26年）
  - 10月27日 - カッパ・クリエイトホールディングスとの業務提携解消を正式に発表[21]。
  - 12月 - カッパ・クリエイトホールディングスとの業務提携を解消[20]。
- 2015年（平成27年）6月17日 - 神明ホールディング（現・神明ホールディングス）の子会社となる[6]。神明ホールディングにより友好的TOBが行われたが、元気寿司は東証一部に上場を維持[20]。
- 2017年（平成29年）9月29日 - 神明及びスシローグローバルホールディングスと資本業務提携契約を締結[22]
- 2019年（令和元年）6月18日 - 神明ホールディングス及びスシローグローバルホールディングスとの資本業務提携を解消[23]。
- 2020年（令和2年）8月31日 - 減資を行い、資本金を1億円とする[24]。
- 2024年（令和6年）
  - 8月1日 - 商号を株式会社Genki Global Dining Conceptsに変更[7]。本社を宇都宮市上大曽町にある大曽研修センターに移転[8]。
  - 8月19日 - 東京本社を開設し、東京本社・宇都宮本社の2本社制となる[8]。
  - 12月18日 - 臨時株主総会を開き、本社を東京都台東区に移転[2][9]。

## 資本提携
1998年にグルメ杵屋と業務・資本提携を締結。2000年にはグルメ杵屋の創業者一族が当社代表取締役社長・会長に就任し、創業者はトップから退任した。2012年には神明（後の神明ホールディング）が筆頭株主となった。
2013年11月29日、同業第2位でかっぱ寿司を運営するカッパ・クリエイトホールディングスと、早ければ来年度中に経営統合をすることを前提に業務提携すると発表した。
しかし、2014年10月2日の日本経済新聞に「カッパ・クリエイトとの経営統合を一度白紙撤回し、カッパ社はコロワイドからの株式公開買い付けなどを受けることを計画している」ことが報じられた。その背景には、両社の筆頭株主であった神明ホールディング（現・神明ホールディングス）が、事実上音頭を取って経営統合を進める予定が思うように進まず、かっぱ寿司の客足が低下していることが挙げられた。元気寿司側は同日のプレスリリースで「検討および機関決定した事実はない」と発表した。同年10月27日、カッパ社との業務提携解消を正式に発表した。
2015年5月13日、神明ホールディングは実質支配力基準により子会社となる株式所有割合40.0%超を目指すとして、株式公開買付け実施を発表。6月17日をもって神明ホールディングの子会社となった。